# Mary Anderson (inventora)
Mary Anderson (Condado de Greene, Alabama, 19 de fevereiro de 1866 — Monteagle, 27 de junho de 1953) foi uma empresária da construção civil, fazendeira, viticulturista e inventora do limpador de para-brisa.
Filha de John C. Anderson e de Rebecca Anderson. Em novembro de 1903 Anderson conquistou a primeira patente para um sistema automatizado de para-brisa controlado pelo lado interno do veículo.